# Frailea castanea
Frailea castanea (укр. Фрайлея кастанея, Фрайлея каштанова) — сукулентна рослина з роду фрайлея родини кактусових.

## Опис

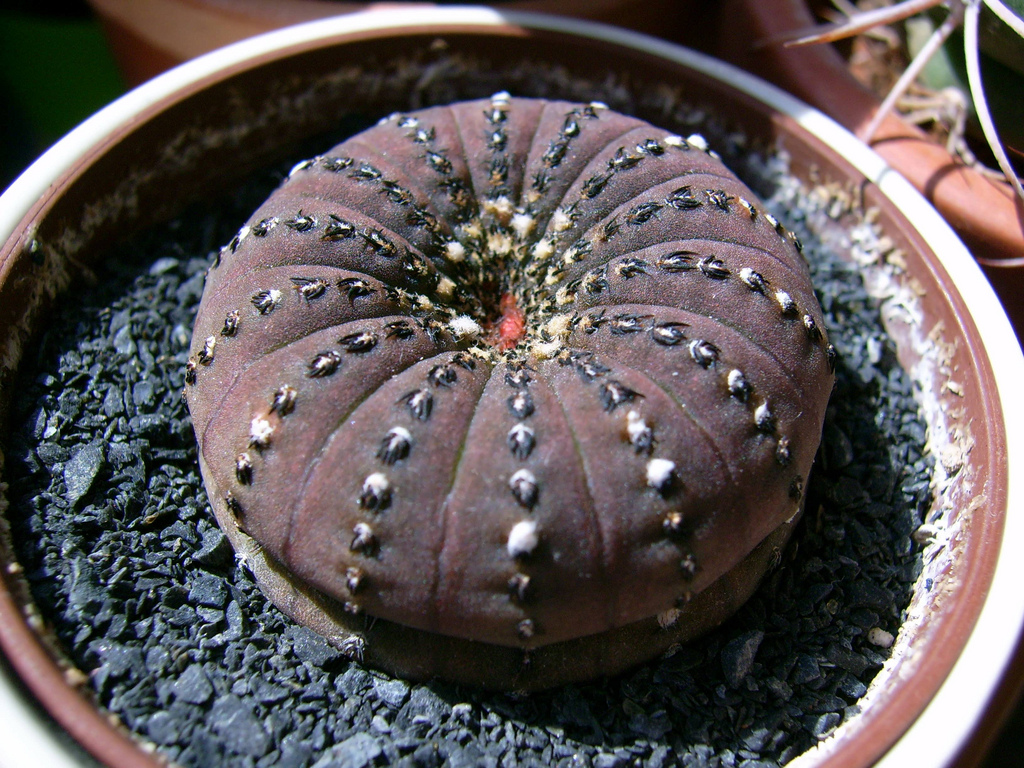

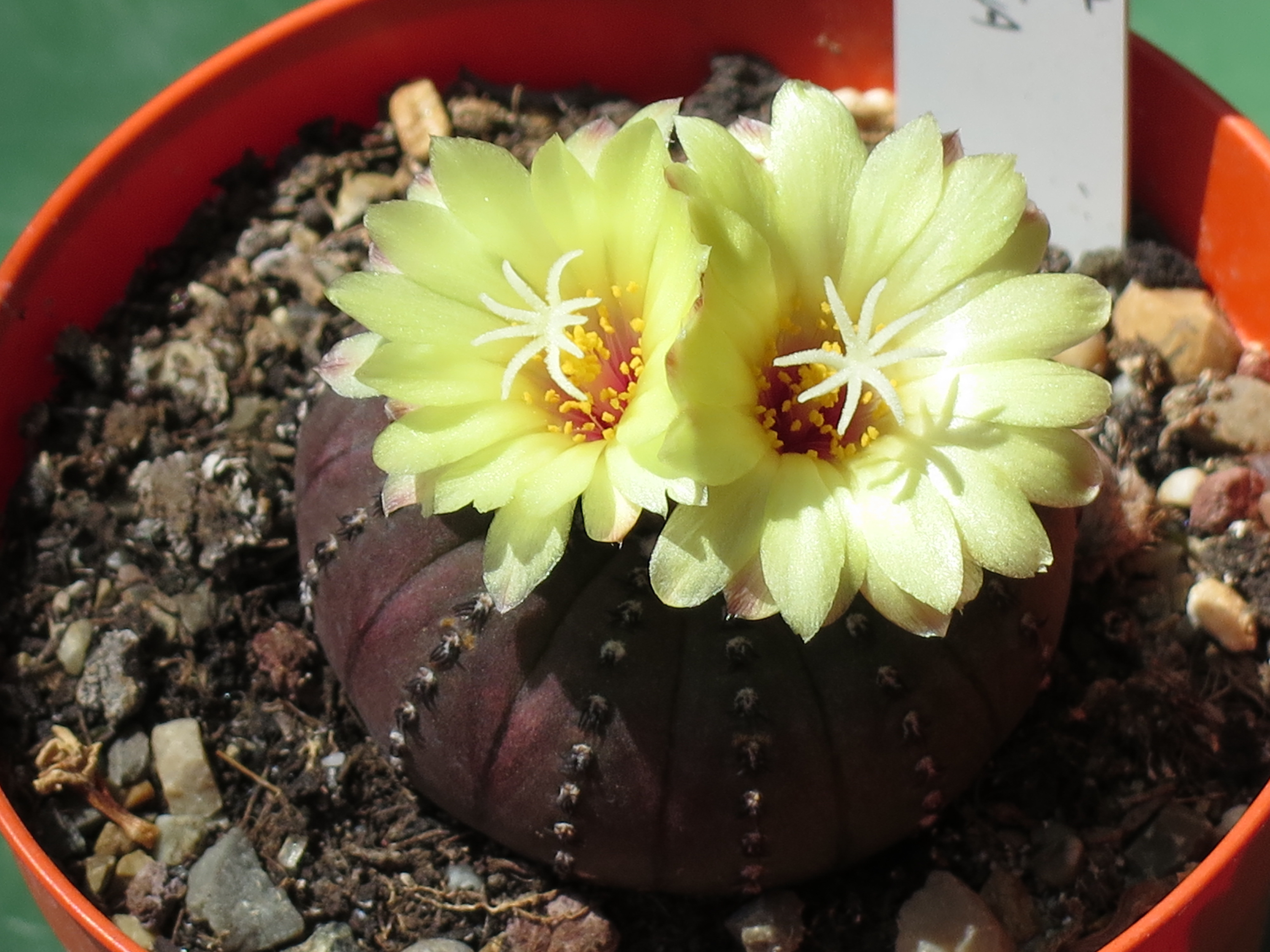

Стебло коричнево-зелене, кулясте, до 4 см в діаметрі.
Ребра (10-15) абсолютно плоскі, широкі, розділені чіткими борозенками. Ареоли майже голі, рідко розташовані, трохи вдавлені.
Колючки (8-11) від червонувато-коричневих до чорних, м'які, притиснуті до стебла, 0,2 см завдовжки.
Квітки клейстогамні, темно-бордові, з волосками і щетинками, конічної форми, 1,5 см завдовжки. Часом з'являються широко відкриті світло-жовті квіти до 5 см в діаметрі.
Насіння велике, коричневе, блискуче.
Росте повільно, щеплені рослини значно більші.

## Розповсюдження, екологія та чисельність
Ареал розповсюдження — південь Бразилії, північ Уругваю на висотах від 150 до 300 м над рівнем моря. Ці кактуси ростуть на скелястих відслоненнях і кам'янистих полях у пампі — середовищі проживання, яке має дуже високий потенціал того, що буде використовуватися для сільського господарства.
Більше 50% від ареалу виду розташовано в Уругваї, де вид немає великих проблем із збереженням. Проте, субпопуляції в Бразилії мають тенденцію до зниження через спектр загроз, таких, як сільське господарство, пожежі і збирання для колекцій. Крім того, цей вид ніде не охороняється. Враховуючи перераховані фактори, цей вид занесений до категорії «Найменший ризик» Червоного Списку Міжнародного Союзу Охорони Природи.
Основні загрози цього виду: витоптування великою рогатою худобою, сільське господарство, лісівництво, інвазивні трави і пожежі, але не в усьому діапазоні його поширення. Цей вид також інтенсивно збирають для декоративних цілей.